# نقد برنامج غوتا
نقد برنامج غوتا (بالألمانية: Kritik des Gothaer Programms)‏ هو وثيقة تستند إلى رسالة كتبها كارل ماركس في أوائل مايو 1875 إلى حزب العمال الديمقراطي الاجتماعي الألماني (SDAP), الذي كان ماركس وفريدريك إنجلز في ارتباط وثيق معه.

## الوصف
لعل الكتاب يحوي كتابة ماركس الأكثر تفصيلا في المسائل البرنامجية للاستراتيجية الثورية، تناقش الوثيقة "ديكتاتورية البروليتاريا"، فترة الانتقال من الرأسمالية إلى الشيوعية، البروليتارية الأممية وحزب الطبقة العاملة.
الكتاب معروف أيضاً لتوضيحه مبادئ «إلى كل حسب مساهمته» كأساس «الطور الأول» للمجتمع الشيوعي الذي يلي الرأسمالية مباشرة، و«من كل حسب قدرته إلى كل حسب حاجته» كأساس المستقبل «الطور الأعلى» من المجتمع الشيوعي. في وصف الطور الأول، قال أن العامل «يتلقى [..] بصورة فردية [...] ما يوازي تماما ما قدمه للمجتمع» ويدعو إلى تقديم الأجر في شكل سندات عمل بدلا عن المال. كان نقد برنامج غوتا الذي نشر بعد وفاته، أحد أهم مؤلفات ماركس الأخيرة.
تم تسمية الرسالة نسبة لبرنامج غوتا، وهو برنامج مقترح لمؤتمر الحزب الوشيك الذي كان سيعقد في مدينة غوتا. وفي المؤتمر الحزبى، خطط حزب العمال الديموقراطي الاجتماعي الألماني إلى الاتحاد مع رابطة العمال الالمان العامة لتشكيل حزب موحد. أرسل SDAP مشروع برنامج لحزب موحد إلى ماركس للتعليق عليه. وجد ماركس أن البرنامج تأثر سلبا من ADAV، الذي كان ماركس يعتبره حزبا انتهازيا مستعدا للحد من مطالب حركة العمال مقابل تنازلات من الحكومة. ومع ذلك، في المؤتمر الذي عقد في غوتا في أواخر مايو 1875، تم قبول مشروع البرنامج مع تعديلات طفيفة فقط لما كان سيصبح الحزب الديمقراطي الاجتماعي الألماني (ٍSPD). رتب إنجلز نشر رسالة ماركس البرنامجية وقت لاحق في وقت لاحق، في عام 1891، عندما أعلن الحزب الديمقراطي الاجتماعي عزمه على اعتماد برنامج جديد.
قدم برنامج غوتا سبيلا معتدلا وتطوريا للاشتراكية، على عكس النهج الثوري للماركسيين «الأرثوذكسيين» ونتيجة لذلك، اتهموا برنامج غوتا بأنه «تنقيحي» وغير فعال.

## راجع أيضاً
- القانون الحديدي للأجور
- الماركسية
- النظرية الماركسية
- الفلسفة الماركسية